# Josef Allen Hynek
Josef Allen Hynek, ameriški astronom, astrofizik, profesor in ufolog, * 1. maj 1910, Chicago, Illinois, ZDA, † 27. april 1986, Scottsdale, Arizona, ZDA.
Hynek je verjetno pri ufologih, znanstveni srenji in splošno najbolj znan po svojih raziskavah zunajzemeljskega življenja, inteligentnega življenja in NLP. Sicer je zavračal [[domneva nezemeljskega izvora|domnevo ETH, ki trdi, da so najboljša razlaga za NLP fizična vesoljska plovila, ki jih vodijo zunajzemeljske oblike življenja ali nezemljani z drugih planetov, ki obiskujejo Zemljo. Na simpoziju MUFON leta 1983 je podal 7 ključnih razlogov za to.
V kasnejših letih je izvedel lastne neodvisne raziskave NLP in razvil razvrstitveni sistem »bližnjih srečanj.« Zaradi tega je znan tudi kot oče koncepta znanstvene analize tako poročil in še posebej dokazov o sledeh, ki jih na Zemlji namenoma zapuščajo nezemljani.Predloga:Third-party-inline

## Življenje in delo
Leta 1931 je diplomiral na Univerzi v Chicagu. Doktoriral je iz astrofizike leta 1935 na Yerkesovem observatoriju. Pridružil se je Oddelku za fiziko in astronomijo Državne univerze Ohia leta 1936. Usmeril se je na raziskovanje razvoja zvezd in iskanje spektroskopskih dvozvezdij.
Med 2. svetovno vojno je kot civilist delal v Laboratoriju uporabnih znanosti Johns Hopkins, kjer je za Ameriško vojno mornarico pomagal razvijati vrsto radijskega vžigalnika.
Hynek je bil znanstveni svetovalec Vojnega letalstva ZDA med letoma 1947 in 1949 pri Projektu Znak, od leta 1949 do leta 1952 pri Projektu Zloba (Grudge) in od leta 1952 do 1969 pri Projektu Modra knjiga.